# Шкоза
Шкоза (алб. Shkozë) је насељено место у општини Призрен, на Косову и Метохији. Према попису становништва из 2011. у насељу је живело 788 становника. Село је припадало Љубињском барјаку у 19. веку.

## Становништво
Према попису из 2011. године, Шкоза има следећи етнички састав становништва:
| Националност | 2011.        |
| Албанци      | 763 (96,83%) |
| Бошњаци      | 2 (0,25%)    |
| Горанци      | 1 (0,13%)    |
| недоступно   | 22 (2,79%)   |
| Укупно       | 788          |

| Демографија | Демографија | Демографија |
| Година      | Становника  | Становника  |
| ----------- | ----------- | ----------- |
| 1948.       | 141         |             |
| 1953.       | 170         |             |
| 1961.       | 197         |             |
| 1971.       | 247         |             |
| 1981.       | 388         |             |
| 1991.       | 501         |             |
| 2011.       | 788         |             |